# ロケットマン!
『ロケットマン!』（Tabunfire）は、2006年制作のタイのアクション映画。
『七人のマッハ!!!!!!!』のダン･チューポン主演。スタッフは『マッハ!!!!!!!!』、『トム・ヤム・クン!』のチーム。トニー・ジャーの師匠でもあるアクション監督、パンナー・リットグライが俳優として十数年ぶりに映画出演している。

## キャスト
- ロケットマン（スー・シアン）：ダン・チューポン（吹替：山岸功）
- 黒鬼（ナイホイ・ダム）：パンナー・リットグライ（吹替：後藤哲夫）
- ウェン閣下：プティポン・シーワット（吹替：高橋広樹）

## ストーリー
1920年代、タイの農村では農作業に牛が不可欠だったが、農民達は頻発する牛泥棒に悩まされていた。そんな彼らを救ったのは、ロケット弾を武器に戦う謎の男・ロケットマンだった。ロケットマンは、幼い頃、両親を殺した牛泥棒に復讐する為、犯人を探す旅に出る。